# Roger Godement
Roger Godement, né le 1er octobre 1921  au Havre et mort le 21 juillet 2016 à Villejuif dans le Val-de-Marne, est un mathématicien français, connu pour ses travaux en analyse fonctionnelle, topologie algébrique et théorie des groupes, ainsi que pour ses nombreux livres portant sur des sujets très variés à des niveaux accessibles aux étudiants des premières années d'université.

## Biographie
Il est normalien de la rue d'Ulm (promotion 1940) et agrégé de mathématiques (1943). Sa thèse, soutenue en juillet 1946 à Paris et dirigée par Henri Cartan, a pour titre Les fonctions de type positif et la théorie des groupes. Ce sujet concerne l'analyse harmonique sur les groupes localement compacts abéliens, domaine où il a obtenu des résultats majeurs. Un travail sur la théorie des fonctions sphériques (en) publié en 1952 a eu beaucoup d'influence par la suite, particulièrement sur Harish-Chandra. On lui attribue aussi le concept de représentation de carré intégrable. Le critère de compacité de Godement dans la théorie des groupes arithmétiques (en) était une de ses conjectures. Il a ensuite travaillé avec Hervé Jacquet sur la fonction zêta d'une algèbre simple.
Il a été un membre actif de Bourbaki au début des années 1950 et a donné beaucoup d'exposés au séminaire Bourbaki. Il a aussi participé au séminaire Cartan.
Son livre Topologie algébrique et théorie des faisceaux de 1958 était, de sa propre opinion, une idée pas du tout originale pour l'époque : présenter la théorie des faisceaux. Il a réussi à écrire un traité classique sur le sujet. Il a introduit la technique des résolutions flasques. Il a aussi écrit des livres sur les groupes de Lie, l'algèbre et l'analyse mathématique.

## Style et prises de positions politiques
Il a enseigné à l'université Paris VII dans les années 70 et 80. C'était un enseignant politiquement engagé qui ne manquait pas d'humour. Il commençait souvent son cycle d'algèbre générale par « commençons par réviser l'addition » et affichait un tableau statistique sur le nombre de morts au cours de la guerre du Viêt Nam (l'exercice figure d'ailleurs dans son Cours d'Algèbre)… Ses cours étaient parfois difficiles à suivre car il lui arrivait de mener certaines démonstrations de façon totalement orale, tout en déambulant sur l'estrade et en toussotant toutes les trente secondes…
Aussi, il exhortait les étudiants à lire des monographies en langue anglaise ou autre, au lieu de se contenter de vulgaires notes polycopiées. Il critiquait le nombrilisme sclérosé des institutions scientifiques françaises. Il a été l'un des premiers professeurs à citer des références anglo-saxonnes, russes et allemandes dans la bibliographie de ses cours.
Roger Godement est également connu pour ses positions éthiques et ses engagements personnels, notamment contre la guerre menée par la France en Algérie au début des années soixante, puis contre le complexe militaro-industriel et la collaboration entre scientifiques et militaires. Son dernier ouvrage est à ce titre assez illustratif : il s'agit d'un cours d'analyse en quatre tomes, qui prend le lecteur au départ (disons niveau bac), et l'emmène jusqu'aux fonctions elliptiques et aux formes modulaires. En postface du tome II, avec l'intitulé « Science, technologie, armement » et sur une centaine de pages, R. Godement expose ses arguments relatifs aux questions politiques évoquées ci-dessus. On trouve également, au début du chapitre XII (section 1.2), au cœur même du texte, une autre prise de position, sur le même thème : Godement y cite deux phrases d'un article du Monde consacré aux mathématiques et à leurs applications, la première étant « le commentaire malheureux du mathématicien anglais Godfrey Hardy, qui estimait que les vraies mathématiques n'auraient jamais aucune application militaire, demande à être médité » ; son commentaire s'étend sur deux pages. Bien entendu, cet ouvrage reste avant tout un cours de mathématique et Godement n'hésite pas à argumenter les choix qu'il soutient. Il y défend ainsi une présentation de la théorie de l'intégration où l'intégrale est définie comme une forme linéaire continue sur l'espace des fonctions continues à support compact, suivant en cela l'exemple de Nicolas Bourbaki.
Roger Godement a toujours soutenu l'idée selon laquelle il était envisageable de transmettre les principaux concepts de base de l'Algèbre et de l'Analyse   au plus grand nombre en des termes accessibles et pourtant rigoureux.
Il présente ses livres Cours d'Algèbre et  Cours d'Analyse (en quatre tomes) comme une illustration de cette idée.
Il présida la création du groupe d'écologie politique Survivre et Vivre, fondé par les mathématiciens Claude Chevalley, Alexandre Grothendieck et Pierre Samuel, mais n'en fit pas partie. Il collabora étroitement avec eux, notamment en animant un séminaire Science et Société à la Faculté d’Orsay.